# Annual Review of Pharmacology and Toxicology
L'Annual Review of Pharmacology and Toxicology è una rivista accademica sottoposta a revisione paritaria che pubblica articoli di revisione nell'ambito della farmacologia e tossicologia.

## Storia
Il primo numero dell'Annual Review of Pharmacology uscì in stampa nel 1961. Il suo direttore editoriale e fondatore fu Windsor C. Cutting, che nel 1950 era stato anche il direttore e fondatore dell'Annual Review of Medicine. In un primo tempo, il suo comitato editoriale si sovrappose a quello di Pharmacological Reviews, in modo che le due riviste non duplicassero i reciproci sforzi. Nel 1976 il nome fu cambiato in quello attuale, Annual Review of Pharmacology and Toxicology.
A partire dal 2023, l'Annual Review of Pharmacology and Toxicology viene pubblicata in modalità Open Access, secondo il modello Subscribe to Open.
A partire dal 2024, il Journal Citation Reports indica che il fattore di impatto della rivista nel 2023 è 11,2, posizionandola al secondo posto tra 106 riviste nella categoria "Tossicologia" e al nono posto tra 354 titoli nella categoria "Farmacologia e Farmacia".

## Ambiti
La rivista afferma di coprire vari aspetti della farmacologia e della tossicologia, tra cui: recettori biochimici, trasportatori, enzimi, sviluppo di farmaci, sistema immunitario, sistema nervoso centrale e autonomo, sistema gastrointestinale, sistema cardiovascolare, sistema endocrino e sistema respiratorio.

## Processo editoriale
Al vertice dell'Annual Review of Pharmacology and Toxicology stanno il direttore editoriale o alcuni condirettori editoriali. Il direttore editoriale è assistito dal comitato editoriale, che comprende i direttori editoriali associati, i membri regolari e, occasionalmente, i direttori editoriali ospiti.
I membri ospiti partecipano su invito del direttore e hanno un mandato di un anno. Tutti gli altri membri del comitato editoriale sono nominati dal consiglio di amministrazione di Annual Reviews e hanno un mandato di cinque anni. Il comitato editoriale determina quali argomenti devono essere inclusi in ogni volume e sollecita revisioni da parte di autori qualificati. La revisione paritaria degli articoli accettati è effettuata dal comitato editoriale.

### Redattori dei volumi
Le date indicano gli anni di pubblicazione in cui qualcuno è stato accreditato come caporedattore o co-redattore di un volume di una rivista. Il processo di pianificazione di un volume inizia molto prima della sua pubblicazione. Un redattore poteva comunque essere presentato come caporedattore di un volume che aveva contribuito a pianificare, anche se era andato in pensione o deceduto prima della sua pubblicazione.
- Windsor C. Cutting (1961–1964)[1]
- Henry W. Elliott (1965–1976)[9]
- Robert George e Ronald Okun (1977–1989)[10]
- Robert George (1990)[10]
- Arthur K. Cho (1991–2012)[10][11]
- Paul A. Insel (2013–present)[12]

### Comitato editoriale del 2022
A partire dal 2022, il comitato editoriale è composto dal direttore e dai seguenti membri:
- Susan G. Amara;
- Terrence F. Blaschke;
- Urs A. Meyer;
- Amrita Ahluwalia;
- Max Costa;
- Annette C. Dolphin;
- Lorraine J. Gudas;
- Dan M. Roden.

## Indicizzazione
Gli abstract e gli articoli sono indicizzati nei seguenti database bibliografici: Scopus, Science Citation Index Expanded, MEDLINE, Aquatic Sciences and Fisheries Abstracts e Academic Search, tra gli altri.